# Convexfronta guoi
Convexfronta guoi är en insektsart som beskrevs av Li 1997 2. Convexfronta guoi ingår i släktet Convexfronta och familjen dvärgstritar. Inga underarter finns listade i Catalogue of Life.